# Никола Хаджиниколов (часовникар)
Никола Хаджиниколов, известен като Хаджи Никола Сахатчи, е български часовникар.

## Биография
Роден е през 1831 година в Янина. Учи занаят в Сяр, а по-късно работи в Неврокоп. През 1878 година се настанява в Дупница, след като местните граждани го викат за часовникар в града. Отваря кепенок към друга занаятчийска работилница и се замогва. Поправя градския часовник в Дупница, който по това време не работел. Изоставя часовникарството към 1888 година. Умира през 1907 година в Радомир.